# Andrzej Lis
Andrzej Lis, född den 16 december 1959 i Wrocław, Polen, är en polsk fäktare som tog OS-silver i herrarnas lagtävling i värja i samband med de olympiska fäktningstävlingarna 1980 i Moskva.